# ISFET

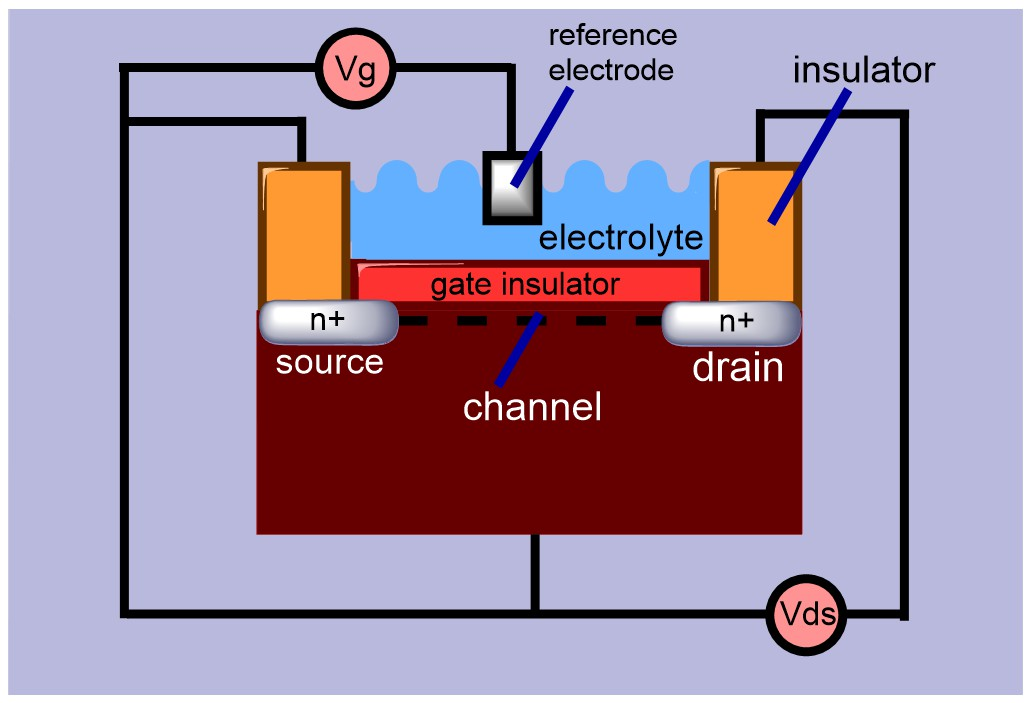
ISFET

Un ISFET (Ion Sensitive Field Effect Transistor, transistor de efecto campo sensible a iones) es un sensor electroquímico que reacciona a cambios en la actividad de un ion dado. Si el cambio es en la actividad del ion hidrógeno, se habla entonces de un ISFET sensible al pH.
Cuando cambia la concentración de iones (pH), también varía la cantidad de éstos que pasan a través de la membrana y van a parar a la puerta del transistor. Por tanto, también puede variar la corriente que pasa a través del transistor. Esto ocurre cuando el sensor entra en contacto con la sustancia que se desea analizar.
Este dispositivo se basa en el MOSFET, estando compuesto de los siguientes elementos:
- Una compuerta o membrana.
- Áreas de fuente y drenaje para la sustancia.

Los materiales típicos para la compuerta son el Si3N4, Al2O3 y el Ta2O5.
Su uso se encuentra en la industria química, alimenticia y ecología.